# Smålandsfarvandet
Smålandsfarvandet (znany również jako Smålandshavet) – akwen na Morzu Bałtyckim, położony pomiędzy południową Zelandią a wyspami Lolland i Falster. Od zachodu jest ograniczony przez szereg wysp i mielizn między wyspą Agersø (na północy) a mieliznami Omø Stålgrunde (na południu), które są przecinane przez cieśniny Agersø Sund i Omø Sund o głębokości do 40 m. Na terenie akwenu położone są wyspy Askø, Fejø, Femø, Havneø, Lilleø, Lindholm, Rågø, Rågø Kalv, Skalø, Suderø, Vejrø i Vigsø.
Na zachodzie Smålandsfarvandet łączy się z Wielkim Bełtem i Bełtem Langelandzkim. Na wschodzie zwęża się, przechodząc w cieśninę Storstrømmen, która przez cieśninę Grønsund łączy Smålandsfarvandet z otwartym Morzem Bałtyckim – dawniej był to skrót dla żeglugi małych statków między portami Morza Bałtyckiego i Wielkiego Bełtu.